# Confidence (Virginia Occidental)
Confidence es un área no incorporada ubicada dentro del Distrito Putnam, una división civil menor del condado de Putnam (Virginia Occidental), Estados Unidos. Está catalogada como un asentamiento humano por la Junta de Nombres Geográficos de los Estados Unidos.
El número de identificación (ID) asignado por el Servicio Geológico de Estados Unidos es 1554182.

## Geografía
Se encuentra a una altitud de 297 metros sobre el nivel del mar (974 pies) según el conjunto de datos de elevación nacional.